# البطل الوطني لأذربيجان
البطل الوطني لأذربيجان - هو أعلى درجة ولقب فخري في جمهورية أذربيجان.

## تأسيسه
تم تحديده لقب «البطل الوطني لأذربيجان» - أعلى درجة فخرية لجمهورية أذربيجان، بموجب قانون 12-331 لجمهورية أذربيجان حول تحديده لقب للبطل الوطني لأذربيجان، في 25 مارس، عام 1992.

## قواعد المنح
يمنح لقب «البطل الوطني لأذربيجان» لخدمات متميزة ولشجاعة لأجل الشعب من أجل الاستقلال والتقدم جمهورية أذربيجان.
يمنح لقب البطل الوطني لأذربيجان من قبل رئيس جمهورية أذربيجان إلهام علييف بمبادرته شخصية أو للوساطة المقدمة.
و يمنح لقب «البطل الوطني لأذربيجان» إلى الشخص واحدة مرة.

## شارة خاصة للبطل الوطني لأذربيجان
ميدالية «القمر والنجم»:
شارة خاصة للبطل الوطني لأذربيجان - ميدالية «القمر والنجم» - تم تأسيسها بموجب قانون 201 لجمهورية أذربيجان «حول تاسيسها شارة خاصة للبطل الوطني لأذربيجان» في 7 يوليو، عام 1992.
ميدالية «النجم الذهبي»:
ميدالية «قمر ونجوم» تم استبدالها بميدالية «النجم الذهبي» بموجب قانون 429 «حول تعديلات على بعض القوانين التشريعية لجمهورية أذربيجان»، في 6 فبراير، عام 1998.